# Agata Karczmarek
Agata Jadwiga Karczmarek (Varsavia, 29 novembre 1963 – 18 luglio 2016) è stata una ginnasta e lunghista polacca.
Ha partecipato ai Giochi di Mosca 1980 come ginnasta, ed ai Giochi di Seul 1988, di Barcellona 1992 e di Atlanta 1996, come atleta, gareggiando nel salto in lungo.